# Iochroma squamosum
Iochroma squamosum är en potatisväxtart som beskrevs av S.Leiva och Quip. Iochroma squamosum ingår i släktet Iochroma och familjen potatisväxter. Inga underarter finns listade i Catalogue of Life.